# Nati nel 1337
| Questa pagina contiene informazioni ricavate automaticamente dalle voci biografiche con l'ausilio del template Bio e di un bot. L'aggiornamento è periodico e automatico e ricostruisce completamente la pagina. Se manca una persona in questa lista, sei pregato di non aggiungerla, ma accertati piuttosto che la sua voce biografica contenga il template Bio e che i dati anagrafici siano correttamente compilati. Se il template Bio manca, inseriscilo tu stesso o, in alternativa, metti l'avviso {{tmp\|Bio}} che ne segnala la mancanza. Se i dati riportati sono sbagliati, correggi direttamente la voce biografica; le modifiche saranno visibili in questa lista entro pochi giorni. Per chiarimenti vedi il progetto biografie. La lista contiene solo le 13 persone che sono citate nell'enciclopedia e per le quali è stato implementato correttamente il template Bio. Pagina aggiornata al 26 lug 2025. |

- 4 febbraio - Luigi II di Borbone, conte francese († 1410)
- 25 febbraio - Venceslao I di Lussemburgo, conte († 1383)
- 14 agosto - Roberto III di Scozia, re scozzese († 1406)
- Cirillo di Beloozero, monaco cristiano e mistico russo († 1427)
- Brancaleone Doria, nobile italiano († 1409)
- Enrico III di Meclemburgo-Schwerin, duca tedesco († 1383)
- Elisabetta di Maiorca, regina
- Michele Paleologo, principe bizantino
- Venceslao I di Sassonia-Wittenberg, duca († 1388)
- Stefano III di Baviera-Ingolstadt, duca († 1413)
- Tello di Castiglia, nobile spagnolo († 1370)
- Elisa d'Este, nobile italiana († 1402)
- Carlo III d'Alençon, conte e arcivescovo cattolico francese († 1375)